# استیون بردبری (اسکیت‌باز)
استیون برادبری (انگلیسی: Steven Bradbury؛ زادهٔ ۱۴ اکتبر ۱۹۷۳) اسکیت‌باز سرعت اهل استرالیا بود.